# Aphyosemion schioetzi
Aphyosemion schioetzi är en fiskart som beskrevs av Huber och Scheel, 1981. Aphyosemion schioetzi ingår i släktet Aphyosemion och familjen Nothobranchiidae. IUCN kategoriserar arten globalt som livskraftig. Inga underarter finns listade i Catalogue of Life.